# آتش‌بس کاسیبیله

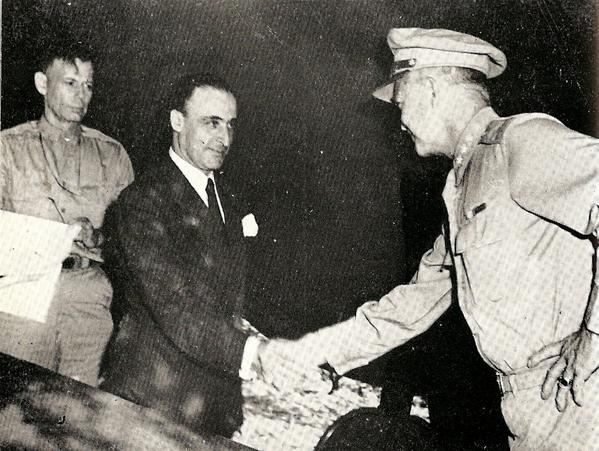
جوزپه کاستلانو (با لباس غیرنظامی) پس از امضای قرارداد آتش بس با دوایت آیزنهاور در کاسبیله - سوم سپتامبر ۱۹۴۳، در حالی که والتر بِدِل اسمیت به او نگاه می‌کند، دست می‌دهد.

آتش بس کاسیبیله (انگلیسی: Armistice of Cassibile) آتش بسی بود که در ۳ سپتامبر ۱۹۴۳ امضا شد و در ۸ سپتامبر بین پادشاهی ایتالیا و متفقین در طول جنگ جهانی دوم علنی شد.